# George G. Cameron
George Glenn Cameron (* 30. Juli 1905 in Washington (Pennsylvania); † 14. September 1979 in Ann Arbor) war ein amerikanischer Altorientalist.

## Leben
George Cameron schloss sein Studium 1932 an der University of Chicago mit der Dissertation A pre-Achaemenid history of Persia: The land and its people ab. Nach seinem Abschluss wurde er Dozent für orientalische Sprachen und Geschichte am Oriental Institute der University of Chicago. Von 1940 bis 1948 war er der Herausgeber der Zeitschrift American Journal of Semitic Languages, das später in Journal of Near Eastern Studies umbenannt wurde. 1948 verließ er Chicago und begründete das Department of Near Eastern Studies (Abteilung für Nahöstliche Studien) an der University of Michigan in Ann Arbor. George Cameron leitete die Abteilung bis 1969 und wurde 1975 als Professor emeritiert. Zu seinem 67. Geburtstag widmete die American Oriental Society ihm die erste Ausgabe des Jahres ihrer Zeitschrift. 1976 würdigten Kollegen der Universität mit der Festschrift „Michigan oriental studies in honor of George G. Cameron“.
George Cameron war eine Autorität auf dem Gebiet des Nahen Ostens, insbesondere Persien und Elam. In seiner 1936 erschienenen Geschichte des frühen Iran stellte er das Thema erstmals in einem realistischen historischen und geographischen Kontext dar. Das Werk ist bis heute die wichtigste Referenz für Studien zur elamischen Geschichte. 1939 schloss er sich der Expedition von Erich F. Schmidt nach Persepolis als Epigraphiker an. Er leistete einen umfangreichen Beitrag zum dreibändigen Ausgrabungsbericht von Erich F. Schmidt mit zusätzlichen Neuübersetzungen mehrerer bekannter achämenidischer Texte.
1948 erschien sein Hauptwerk über die Tontafeln von Persepolis. Persepolis Treasury Tablets ist eine umfassende Studie von 114 der über 700 gefundenen elamischen Tafeln mit Transliterationen und Übersetzungen. Die Studie war eine wichtige neue Quelle für die elamische und die altpersische Sprache sowie für die Geschichte des Achämenidenreichs während der Regierungszeit von Dareios I. und Xerxes I.
George Cameron starb am 14. September 1979 in Ann Arbor.

## Veröffentlichungen (Auswahl)
- History of Early Iran. Chicago 1936 (Digitalisat).
- Persepolis Treasury Tablets (= Oriental Institute Publications. Band 65). Chicago 1948 (Digitalisat).
- The Annals of Shalmaneser III, King of Assyria. A New Text. In: Sumer. Band 6, 1950, S. 6–26.
- Darius Carved History on Ageless Rock. In: The National Geographic Magazine 98/6, 1950, S. 825–44.
- Persepolis Treasury Tablets Old and New. In: Journal of Near Eastern Studies Band 17, 1958, S. 172–176.
- The „Daiva“ Inscription of Xerxes: in Elamite In: Die Welt des Orients. Band 2, 1959, S. 470–476.
- The Monument of King Darius at Bisitun (=Archaeology 13). 1960, S. 162–71.
- New Tablets from the Persepolis Treasury (=Journal of Near Eastern Studies. Band 24). Chicago 1965.
- Revisionen „Awan“, „Anshan“, „Elam“, „Media“. In: Encyclopædia Britannica 1966. Gedruckte Version.
- Persepolis III: The Royal Tombs and Other Monuments (=Oriental Institute Publications. Band 70). Chicago 1970.
- Cyrus the „Father“, and Babylonia. In: Commémoration Cyrus I: Hommage universel (=Acta Iranica. Band 1). Teheran and Lüttich 1974. S. 45–48. ISBN 978-9004039001.